# Форрер, Леонард
Леонард (Леонгард) Форрер (нем. Leonard (Leonhard) Forrer, 7 ноября 1869, Винтертур — 17 ноября 1953, Бромли) — швейцарский нумизмат, работавший в Англии. Отец британского нумизмата Леонарда-Стейнинга Форрера.

## Биография
Родился в Швейцарии, в Винтертуре (кантон Цюрих). Детство провёл в Невшателе, затем уехал учиться в Англию, где и прожил всю последующую жизнь, не меняя, однако, своего швейцарского гражданства.
С 1889 года работал в фирме «Spink & Son». С 1893 года издавал журнал «Numismatic Circular». В 1904—1930 годах опубликовал 8-томный основополагающий биографический словарь-справочник о медальерах, резчиках монетных штемпелей и гемм с 500 по 1900 год.
В 1944 году награждён медалью Королевского нумизматического общества.

## Избранная библиография
- Biographical Dictionary of Medallists, Coin-, Gem- and Seal- Engravers. 500 b. C — A. D. 1900. — London, 1904—1930;
- Notes sur le signatures de graveurs sur les monnaies greques. — Bruxelles, 1906; The Wyons. — London, 1917;
- Portraits of Royal Ladies on Greek Coins. — London, 1938.